# Geborgtes Weiß
Geborgtes Weiß ist ein deutscher Spielfilm von Sebastian Ko, der am 21. Juli 2022 ins Kino kam.

## Handlung
Marta, eine Ärztin mittleren Alters, lebt mit ihrem Mann Roland und dem Sohn Nathan in der ländlichen Abgeschiedenheit des Hohen Venn. Beide planen, ihr Haus zu renovieren. Eines Tages geht Marta deshalb mit Nathan in einen Baumarkt, wo sie per Handy mit Roland telefoniert und ihn fragt, welches Ersatzteil sie für den kaputten Abfluss besorgen soll. Plötzlich ist ihr Sohn wie vom Erdboden verschwunden. Panisch sucht sie nach dem Jungen. Nach einer gefühlten Ewigkeit taucht ein junger Mann mit Nathan an der Hand auf. Als Marta tags darauf von der Arbeit im Krankenhaus nach Hause kommt, trifft sie den Mann – er heißt Valmir – in ihrem Badezimmer wieder.
Roland hat den aus Albanien stammenden Handwerker kurzerhand angestellt – ohne viel Aufhebens und als Schwarzarbeiter, aber nach Tarif bezahlt. Marta ist zunehmend irritiert von der Anwesenheit des Unbekannten, und Roland unterstellt seiner Frau, sie würde den jungen Mann attraktiv finden.
Er reagiert eifersüchtig. Doch Valmir hat etwas ganz anderes im Sinn, denn Marta und ihn verbindet ein Geheimnis.
Marta ist nicht Nathans leibliche Mutter. Sie ist bei der Geburt des Kindes auf dem Balkan im Einsatz gewesen und hat sich um einheimische Schwangere gekümmert. Die Kindsmutter ist jedoch kurz nach der Entbindung gestorben. Marta hat das Kind daraufhin illegal an sich genommen und als ihr eigenes aufgezogen. Zurück in Deutschland hat sie dann Roland kennengelernt und die beiden haben geheiratet, wobei Roland nichts von Nathans wahrer Herkunft gewusst hat.
Valmir erpresst Marta mit seinem Wissen um diese Ereignisse und erhält eine hohe Geldsumme. Seine handwerkliche Arbeit setzt er fort und nistet sich als Dauergast im Schuppen des Grundstücks ein. Er ist letztlich aber doch nicht mit dem vorläufigen Arrangement zufrieden. Schließlich offenbart er Marta, dass er Nathans leiblicher Vater ist. Sie glaubt ihm zunächst nicht, da spuckt er ihr in die Hand und schlägt ihr einen Gentest vor.
Die Spannungen nehmen zu, bis Valmir klar wird, dass er weder mehr Geld noch seinen Sohn bekommen wird. Er trifft Vorbereitungen, den Jungen mit sich zu nehmen, und behauptet Roland gegenüber, Marta habe die Kindsmutter absichtlich sterben lassen.
Marta findet Nathan schließlich im Schuppen. Sie will das geliebte Kind auf keinen Fall hergeben und greift zu einem scharfen Messer. Als Valmir zurückkommt, schneidet sie ihm plötzlich die Kehle durch. Mit dem Kind an der Hand läuft sie davon. Etwas später betritt Roland den Schuppen und findet dort den sterbenden Valmir vor.

## Rezeption
Peter Gutting schreibt über den Film: „Die Versatzstücke der Kombination von Familiendrama und Thriller sind nicht neu: das einsame Haus, die schaurig-schöne Moorlandschaft, die bedrohliche Musik. Aber ähnlich wie in seinem Debüt Wir Monster (2014) setzt Regisseur Sebastian Ko sie so zusammen, dass die gutbürgerliche Fassade Risse bekommt. Atmosphärisch dicht erkundet die Inszenierung die Sehnsüchte dreier Menschen nach einer Geborgenheit, die sie um keinen Preis verlieren oder – im Falle des in Deutschland fremden Valmir – um jeden Preis erobern wollen. In welche Abgründe sie dabei eintauchen, umkreist der Film in sorgfältig komponierten Einstellungen, die das in jedem Menschen schlummernde Böse nicht einfach behaupten, sondern Schicht für Schicht freilegen – bis hin zu schockartigen Durchbrüchen.“
Die Redaktion der Zeitschrift Cinema gab dem Film drei von fünf Sternen und befand: „Etwas zu holzschnittartig entlarvt der spröde TV-Film die elitäre Selbstzufriedenheit und Arroganz der Wohlstandsbürger.“

## Auszeichnungen
Der Film erhielt beim International Film Festival in Tirana drei Preise.